# Fore (album)
Fore is de tweede ep van de Amerikaanse punkband Pegboy. Het album werd uitgegeven als 12-inch vinylplaat, cd en muziekcassette op 18 oktober 1993 via het platenlabel Quarterstick Records, een sublabel van het grotere Touch and Go Records. Fore is het eerste en enige album van de band waar Steve Albini aan heeft meegewerkt. Albini verving bassist Steve Saylors en was eveneens de producent van het album.

## Nummers
1. "Never a Question" - 3:03
2. "Witnessed" - 2:30
3. "Minutes to Hours" - 2:22
4. "Jesus Christ" - 3:26

## Band
- Larry Damore - drums
- Joe Haggerty - zang
- John Haggerty - gitaar
- Steve Albini - basgitaar